# Ahmadí
Ahmadí o al-Ahmadí (en àrab الاحمدي, al-Aḥmadī) és una ciutat de Kuwait, capital de la governació homònima. Té una població de 30.890 habitants (2015).
Quan als primers anys de la dècada dels 1940 es va descobrir petroli a la regió, britànics i indis van fundar-hi la ciutat, en 1946, tot seguint un model de ciutat americà i segons les preferències britàniques.